# Lobus (vlinders)
Lobus is een geslacht van vlinders van de familie spanners (Geometridae), uit de onderfamilie Ennominae.

## Soorten
- L. lithinopa Meyrick, 1892
- L. trisyneura Lower, 1903